# Shaheen Asmayee
Shaheen Asmayee Football Club (شاهين أسمي فيس) lub jak mówią kibice "Sokół z Asmayee" to drużyna z Afganistanu. Na co dzień rozgrywa mecze w Afghan Premier League.
Klub ten został założony w sierpniu 2012 roku.
Nazwa tego klubu, pochodzi od nazwy wzgórza niedaleko Kabulu - Asmayee.

## Sukcesy
- Afghan Premier League :   4
  - 2013, 2014, 2016, 2017